# Stadel (Gars am Inn)
Stadel ist ein Gemeindeteil des Marktes Gars am Inn im oberbayerischen Landkreis Mühldorf am Inn.

## Lage
Das Dorf liegt am nördlichen Ufer des Inn, etwa 1,5 km östlich von Gars an der Staatsstraße 2352.

## Geschichte
Stadel war eine selbständige Gemeinde im Landkreis Wasserburg am Inn mit folgenden Gemeindeteilen:
| - Agg - Aich - Aign - Babold - Binstein - Brandstätt | - Gasteig - Gars (Kloster) - Graben - Grub - Haas - Harpoint | - Haslöd - Höfen - Holzen - Hub - Neuhäusl - Nickl a.Schopf | - Osterreit - Reit - Sachsenöd - Stadel - Starreit - Veitlipp |

Am 9. März 1956 wurde sie zu „Klostergars“ umbenannt. Am 1. Januar 1967 schloss sich die Gemeinde mit Gars am Inn zur Marktgemeinde Gars am Inn zusammen, der Landkreis Wasserburg wurde 1972 aufgelöst.